# Craig Brackins
Craig Lee Brackins (Lancaster, 9 ottobre 1987) è un ex cestista statunitense.

## Carriera
Uscito da Iowa State University viene selezionato dagli Oklahoma City Thunder con la chiamata assoluta numero 21 al Draft NBA 2010, ma viene subito scambiato con i New Orleans Hornets insieme a Quincy Pondexter in cambio di Cole Aldrich e Morris Peterson.
Il 23 settembre 2010 viene nuovamente scambiato, passando ai Philadelphia 76ers insieme a Darius Songaila in cambio di Willie Green e Jason Smith.
Durante il lockout NBA si trasferisce in israele al Maccabi Ashdod B.C., prima di far ritorno a Philadelphia e concludere l'annata in NBDL con i Maine Red Claws.
Il 1º agosto 2012 viene ingaggiato dall'Angelico Biella
Il 16 agosto 2015 è ingaggiato in A2 dalla Viola Reggio Calabria.